# This Unruly Mess I've Made
This Unruly Mess I've Made is het tweede studioalbum van het Amerikaanse hiphopduo Macklemore & Ryan Lewis. Het album werd opgenomen tussen 2013 en 2016. Het werd op 26 februari 2016 officieel uitgebracht.